# Phyllophaga rorida
Phyllophaga rorida är en skalbaggsart som beskrevs av Hermann Burmeister 1855. Phyllophaga rorida ingår i släktet Phyllophaga och familjen Melolonthidae. Inga underarter finns listade i Catalogue of Life.